# Guanxe
|  | Per a altres significats, vegeu «Guanxe (Tenerife)». |

El guanxe canari o la llengua guanxe (potser de l'amazic u acex (fill jove), o bé del mateix guanxe wa-n-shen(she), home d'Ashenshe, nom donat pels nadius a l'illa de Tenerife), era la llengua parlada pels guanxes, els habitants originals de les Illes Canàries.
Extinta des del segle xviii, pot ser que petites comunitats la continuessin emprant fins al segle xix. La denominació guanxe per a referir-se a aquesta llengua no seria del tot correcta, car aquest terme faria referència tan sols a l'illa de Tenerife en l'època en què es parlava, encara que en l'actualitat s'entengui per aquest terme el conjunt dels antics habitants de Canàries abans de la cristianització i l'occidentalització. Altres denominacions possibles són llengua prehispànica canària, parla dels antics canaris o amazic insular, terme aquest últim usat pel filòleg i historiador Ignacio Reyes García.
El coneixement d'aquesta llengua és escàs, bàsicament unes quantes frases i paraules anotades pels primers exploradors espanyols, a més d'una àmplia toponímia (Tacoronte, Telde, Teguise). Per les restes lingüístiques que va poder trobar el lingüista canari Francisco Navarro Artiles en el llenguatge dels pastors de cabres de Lanzarote i Fuerteventura s'ha determinat que es tractava d'una llengua amaziga. Aquest lingüista va redactar un diccionari anomenat Teberite, amb 12.000 paraules d'origen guanxe.
El sistema de numeració mostra un clar parentiu amb les llengües amazigues i les diverses variants de guanxe. Per exemple, la llista següent reprodueix els  numerals registrats a Gran Canària amb la seva correspondència fonètica original (indicat per * -), així com la seva comparació en l'arrel protoberber. Cal notar que els nombres tenen gènere (m. i f.), i es forma el femení amb la fórmula final -yat/-at:
| Llengua                 | 'u'                             | 'dos'                                        | 'tres'                                      | 'quatre'                                                                  | 'cinc'                                                                        | 'sis'                                | 'set'                        | 'vuit'                       | 'nou'                     | 'deu'                  |
| ----------------------- | ------------------------------- | -------------------------------------------- | ------------------------------------------- | ------------------------------------------------------------------------- | ----------------------------------------------------------------------------- | ------------------------------------ | ---------------------------- | ---------------------------- | ------------------------- | ---------------------- |
| Ínsuloamaziq ("Guanxe") | m.: ben > *wān f.: uait > *wait | lini (Err. gràf.) m.:*sīn f.: smetti > *snat | m.: amiat > *ammād f.: amelotti > *ammādyat | arba (arabisme erroni) > 'arba‘ m.: acod > *akkūd f.: acodetti > *akkūdat | cansa (arabisme erroni) > xamsa m.: sumus > *summūs f.: simusetti > *sămmūsat | m.: set > *sads f.: sesetti > sadsat | m.:sá > *sā f.: satti > *sāt | m.: *tam f.: tamatti > tāmat | aldamorava > *hadda-maraw | marago/maraua > *marāw |
| Protoberber             | *ywən                           | *sin *snat                                   | *krad                                       | *(a)kudˁ                                                                  | *səmus                                                                        | *sədis                               | *sa                          | *tma-                        | *tza-                     | *mraw                  |